# 扎赉诺尔区
扎赉诺尔区是中華人民共和國內蒙古自治區呼倫貝爾市的市辖区，区人民政府驻第三街道新政街1号。

## 地理
扎赉诺尔原音为“达赉诺尔”，意思是“海一样的湖”，指的是呼倫湖。1901年，俄罗斯帝国修筑東清鐵路经过此地，在译写站名时将“达赉诺尔”音转为“扎赉诺尔”，扎赉诺尔由此得名。
扎赉诺尔区位于呼伦贝尔草原的西部，区域呈不规则长条状，东西最长为49.77公里，南北最宽49.83公里，总面积311.97平方公里，建成区面积34.9平方公里。东边与新巴尔虎左旗接壤，南面是呼伦湖、新巴尔虎右旗接壤，西边与满洲里市，北边与二卡口岸和俄罗斯外贝加尔边疆区（原赤塔州）的阿巴盖图水陆接壤。
在旧石器时代晚期，扎赉诺尔出现“扎赉诺尔人”，以此产生“扎赉诺尔文化”。
1984年，在煤矿开采过程中发现了中国猛犸象化石。

## 历史

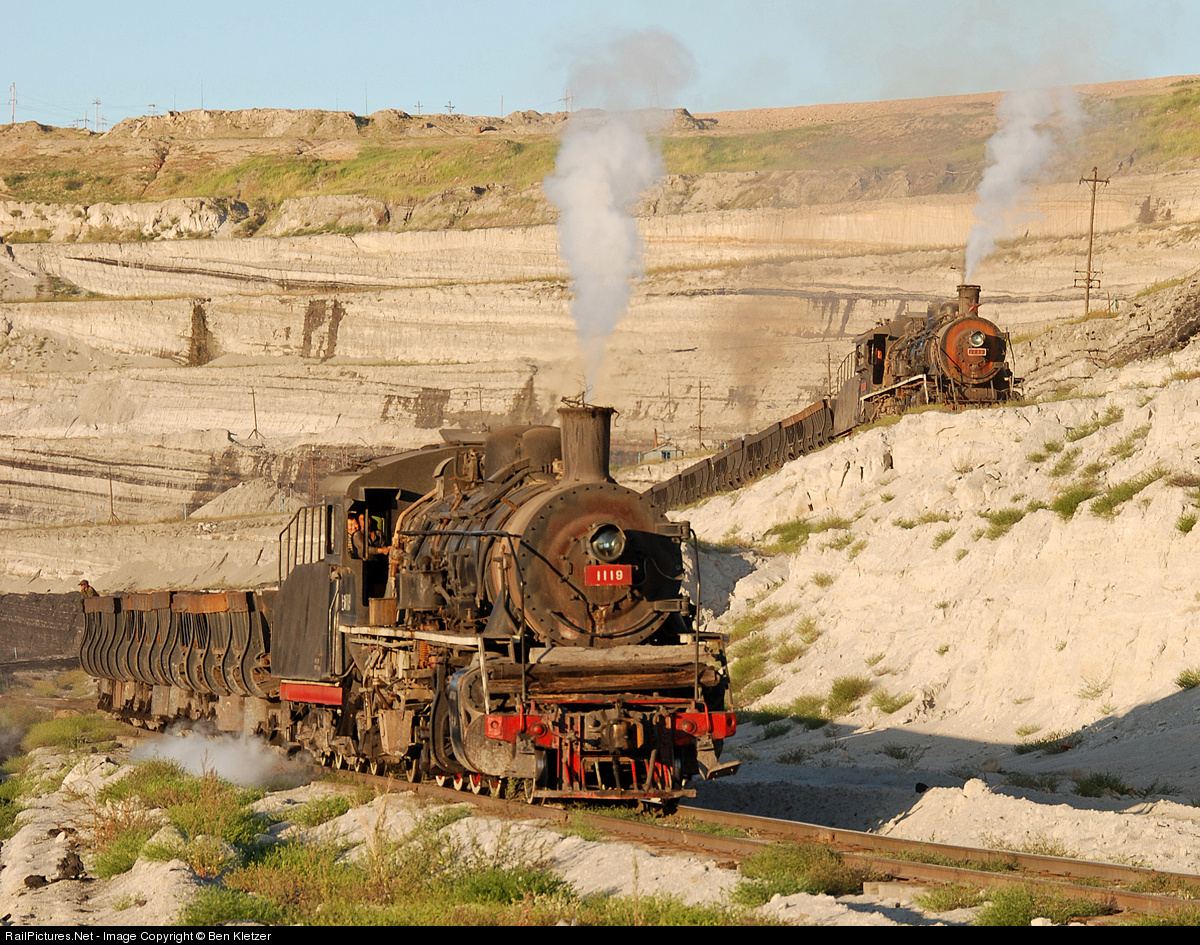
扎赉诺尔矿区的蒸汽机车（2008年）

1939年，滿洲國设立扎赉诺尔街，隶属新巴尔虎右旗。1941年，扎赉诺尔街直属兴安北省。1945年1月，扎赉诺尔街改为扎赉诺尔市。1948年5月，扎赉诺尔市改为扎赉诺尔区，隶属呼伦贝尔盟。1949年1月，扎赉诺尔区改为扎赉诺尔街。1949年4月，扎赉诺尔街并入满洲里市，改为扎赉诺尔区。
1957年2月，扎赉诺尔区改为扎赉诺尔矿区，为县级建制。1958年6月，扎赉诺尔矿区撤销县级建制，10月9日成立满洲里市扎赉诺尔办事处。1960年6月，扎赉诺尔办事处改为扎赉诺尔矿区人民公社，保留办事处。1962年5月，成立扎赉诺尔矿区人民委员会，与扎赉诺尔矿区城市人民公社“一个机构两块牌子”。1962年7月，扎赉诺尔矿区城市人民公社撤销。
1980年7月，内蒙古自治区批准扎赉诺尔矿区恢复旗县级建制。2004年2月，扎赉诺尔矿区改为扎赉诺尔区，由满洲里市代管。
2013年3月8日，经国务院批准，民政部正式下发《关于同意内蒙古自治区扎赉诺尔区备案的批复》，将扎赉诺尔矿区以呼伦贝尔市扎赉诺尔区备案，为县级建制，也是當時中國唯一一個由縣級市代管的市辖区。
2013年3月25日，内蒙古自治区人民政府下发《关于扎赉诺尔区以县级行政区划建制备案的通知》，明确国务院批准扎赉诺尔矿区以呼伦贝尔市扎赉诺尔区备案，为县级建制，由满洲里市代管，辖六个街道办事处（即第一街道、第二街道、第三街道、第四街道、第五街道、灵泉街道），区人民政府驻第三街道新政街1号。
2014年，撤销灵泉街道，设立灵泉镇。
2023年，改由呼倫貝爾市直接管理，不再由滿洲里市代管。

## 行政区划
扎赉诺尔区下辖5个街道办事处、1个镇：
第三街道、第一街道、第二街道、第四街道、第五街道和灵泉镇。

## 人口
2000年第五次人口普查，扎赉诺尔矿区各街道常住人口为：第一街道17736人，第二街道17924人，第三街道15648人，第四街道14623人，第五街道14162人，灵泉街道17056人。
2010年第六次人口普查，扎赉诺尔矿区各街道常住人口为：第一街道12262人，第二街道13091人，第三街道18223人，第四街道24480人，第五街道13568人，灵泉街道18336人。
根據第七次人口普查數據，截至2020年11月1日零時，扎賚諾爾區常住人口為84424人。

## 煤矿
扎赉诺尔是一座工矿城市，矿产资源十分丰富，其中煤炭地质储量101亿吨，累计探明储量88.4亿吨，表外储量4.1亿吨，保有储量8.6亿吨，总面积1035平方公里，含有4个煤层群，煤炭开采由1902年开始。支柱性产业主要为电力、煤炭、化工、商贸物流、加工制造、文化旅游。